# Masami Yūki
Masami Yūki (ゆうき まさみ, Yūki Masami), de son vrai nom Satō Shūji (佐藤修司, Shūji Satō), est un mangaka né le 19 décembre 1957 à Kutchan sur l'île de Hokkaido.

## Biographie
Masami Yūki est né le 19 décembre 1957  à Kutchan sur l'île de Hokkaido. Il fait ses études au lycée de Kutchan (ja).
Après des débuts comme illustrateur, il se tourne vers le manga en 1984 avec Tetsuwan Birdy. Il enchaîne ensuite avec Kyūkyoku chōjin R et Assemble Insert.
Il fait partie du groupe d'artistes Headgear (en) (ヘッドギア, Heddogia) qui fut créé principalement pour réaliser les différents Patlabor.
Son grand succès, Patlabor, débuté en 1988, remporte le 36e prix Shōgakukan dans la catégorie Shōnen en 1991.

## Œuvre
- 1980 :
  - The Rival (za rival?), pré-publié dans le magazine Monthly OUT[4].
- 1983 :
  - Yamatotakeru no Bouken (ヤマトタケルの冒険?), pré publié dans le magazine OUT ; 1 volume publié chez Minori Shobou[BU 1].
- 1985 :
  - Kyūkyoku Chōjin R (究極超人あ~る?), pré publié dans le magazine Shūkan Shounen Sunday ; 9 volumes chez Shogakugan[BU 2].
  - Birdy the Mighty (鉄腕バーディー, Tetsuwan bādī?), pré publié dans le magazine Shuukan Shounen Sunday Zoukan ; 1 volume[Note 2] chez Shogakukan[BU 3].
- 1988 :
  - Mobile Police Patlabor (機動警察パトレイバー, Kidou Keisatsu Patlabor?), pré publié dans le magazine Shuukan Shounen Sunday Zoukan ; 22 volumes chez Shogakukan, puis republié en 11 volumes[BU 4].
- 1989 :
  - Assemble Insert (アッセンブル・インサート, Assenburu insāto?), pré publié dans le magazine OUT ; 1 volume chez Minori Shobo[BU 5].
- 1994 :
  - Tonari no Ihoujin (となりの異邦人?) ; 1 volume chez Shogakukan[BU 6].
- 1995 :
  - Ja Ja Uma Grooming UP! (じゃじゃ馬グルーミン★UP?), pré publié dans le magazine Shuukan Shounen Sunday ; 26 volumes chez Shogakukan, republié en 14 volume en 2004 puis en 8 volumes en 2011[BU 7].
- 1998 :
  - Doyou Wide Satsujinjiken (土曜ワイド殺人事件?) ; 1 volume chez Tokuma Shoten, republié chez Kadokawa Shoten en 2004[BU 8].
- 2001 :
  - Pangaea no Musume - Kunie (パンゲアの娘 KUNIE?), pré publié dans le magazine Shuukan Shounen Sunday ; 5 volumes chez Shogakukan[BU 9].
- 2003 :
  - Birdy the Mighty (II) (鉄腕バーディー(II), Tetsuwan bādī (II)?), pré publié dans le magazine Young Sunday ; 20 volumes chez Shogakukan[BU 10].
  - Mariana Densetsu (マリアナ伝説?) ; 3 volumes chez Kadokawa Shoten[BU 11].
- 2004 :
  - Shin Doyou Wide Satsujinjiken - Kyouto Waraningyou Satsujinjiken (新・土曜ワイド殺人事件 京都藁人形殺人事件?), coécrit avec Miki Tori (とりみき?) ; 1 volume chez Kadokawa Shoten[BU 12].
- 2008 :
  - Yūki Masami Shoki Sakuhinshū Early Days (ゆうきまさみ初期作品集 early days?) ; 2 volumes chez Kadokawa Shoten[BU 13].
  - Yūki Masami no Motto Hate Shinai Monogatari (ゆうきまさみのもっとはてしない物語?) ; 1 volume chez Kadokawa Shoten[BU 14].
  - Birdy the Mighty Evolution (鉄腕バーディー EVOLUTION, Tetsuwan bādī eboryūshon?), pré publié dans le magazine Young Sunday ; 13 volumes chez Shogakukan[BU 15].
- 2010 :
  - Yūki Masami Nendaiki (ゆうきまさみ年代記?) ; 1 volume chez Shogakugan[BU 16].
- 2012 :
  - 3.11 o Wasurenai Tame ni - Heroes Comeback (3.11を忘れないために ヒーローズ・カムバック?) - ouvrage collectif publié à la suite du tremblement de terre de 2011[BU 17].
- 2013 :
  - Hakubo no Chronicle (白暮のクロニクル, Hakubo no kuronikuru?), pré publié dans le magazine Big Comic Spirits ; 11 volumes chez Shogakukan[BU 18].
  - Disu x Komi (でぃす×こみ?), pré publié dans le magazine Gekkan! Spirits ; 3 volumes chez Shogakukan[BU 19].
- 2014 :
  - Atom: The Beginning (アトム ザ・ビギニング, Atomu za biginingu?)[5], pré publié dans le magazine Heros ; 10 volumes chez Shogakukan Creative[BU 20].
- 2018 :
  - Shinkurou, Hashiru! (新九郎、奔る！?), pré publié dans le magazine Gekkan! Spirits ; 2 volumes chez Shogakukan[BU 21].

## Sources